# Лучшие люди
«Большая международная энциклопедия „Лучшие люди“» — международный биографический справочник, в качестве коммерческого проекта реализуемый издательством «Большая международная энциклопедия» и Международным институтом развития бизнеса и карьеры.

## История
С 2002 до 2012 года выпускалась российским издательством «Спец-Адрес», с 2007 года совместно с редакциями энциклопедий «Лучшие люди Казахстана», «Лучшие люди Украины» и белорусским издательством «Спец-адрес Европа». Издание содержит информацию о заслугах и способах их достижения гражданами стран участниц и предприятиями. Лица, включённые в энциклопедию, получают медаль участника энциклопедии «Лучшие люди», являющуюся общественной наградой. 25 декабря 2014 года Институтом развития бизнеса и карьеры в рамках проекта «Лучшие люди» был запущен новый проект — «Одарённые дети Армении». Проект публикует информацию о героях в сети интернет, в электронной и бумажной версии «Большой международной энциклопедии». Содержит, по данным 2011 года, 10 146 статей, в выпуске за 2013 год — 9585 статей, в выпуске за 2014 год — 10 214, в выпуске за 2015 год — 12 706 статей, в выпуске за 2016 год — 14786 статей, 2017 год — 15007 статей, за 2021 год — 10715 статей.

## Порядок отбора материалов и источники финансирования проекта
По данным 2005 года, страничная публикация в энциклопедии стоила от 59 до 96 тысяч рублей в зависимости от тематической рубрики. Кроме того, в некоторых случаях отбор персоналий для публикации проводился путём голосования всех желающих в Интернете.

## Коммерческая природа проекта
Согласно публичным финансовым данным, предприятие ООО «Международный институт развития бизнеса и карьеры» (учредитель и владелец 100 % уставного капитала Антон Валентинович Бруй) не является некоммерческой организацией и не имеет зарегистрированного права заниматься благотворительной деятельностью, согласно перечню видов деятельности ОКВЭД, указанному при учреждении.
В Республике Казахстан изданием энциклопедии занимается ТОО «Большая международная энциклопедия».

## Оценки проекта и публичный резонанс
Проект «Лучшие люди России» встретил жёсткую критику со стороны Дмитрия Эпштейна (заведующего сектором комплексных исследований книги и чтения научно-исследовательского отдела книги и чтения Российской государственной библиотеки) в «Еженедельном журнале»:

Может быть, Кремль сделал ставку на фигурантов энциклопедии и перед нами лица будущих олигархов? Я вчитывался в названия перспективных структур: Выльгортская сапоговаляльная фабрика, «Мордовспирт». И ещё одно, ёмкое, как молекула ДНК: «Новодеревеньковскагропромхимия». Фирму «Советский пищекомбинат» представляла милая сдобная тётенька. Лучшей рекламы продукции, чем её фото, было не найти. Ещё портрет: безымянный пятнистый поросёнок снялся на память вместе со своей хозяйкой-фермершей. Какой департамент ядерной сверхдержавы утвердил эту кандидатуру? Грифов государственных ведомств я не обнаружил, зато на последней странице отыскал имена авторов потешной энциклопедии: Антон Валентинович и Ирина Антоновна Бруй. Они руководят одним из московских рекламных издательств и творческий метод «один конь — один рябчик» применили ещё в предыдущем выпуске «Лучших». Тогда это издание числилось не энциклопедией, а просто рекламным журналом. Номинацию «Персона» тогда открывал академик РАН Жорес Алфёров. За ним — дефиле академиков Международной академии энергоинформационных наук (сотворчество со Вселенной, гармонизация кармы, пенсионерам скидка). Один из многочисленных соавторов Вселенной был явлен в образе импозантного господина с усиками. Фрак, бабочка, манишка — к стокгольмской церемонии всегда готов. Замыкали парад духовные целители (мгновенное излечение от всех болезней путём мощнейшей, эффективной и в то же время мягчайшей манипуляции).

Особое внимание в первом выпуске энциклопедии уделено отцу издателя Валентину Яковлевичу Брую, про которого говорится: «Разработки его научной школы настолько повысили эффективность нашего ядерного оружия, что другие государства стали называть Россию Ядерной Сверхдержавой». В то же время в поле зрения СМИ попали отказы энциклопедии включить в число «лучших людей России» певца Бориса Моисеева и певиц из группы «Серебро».
Провинциальная пресса широко освещает включение в энциклопедию представителей своего региона: так, СМИ Забайкальского края сообщают о том, что этой чести удостоена руководитель краеведческого кружка Центра досуга в селе Закульта Хилокского района Людмила Жадина, СМИ Ухты поздравляют главу oконной компании «Тайбала» Андрея Федосеева, партия «Единая Россия» следит за успехами своих активистов. Попадают в поле зрения прессы и «лучшие люди России», подвергающиеся уголовному преследованию.